# Скомороха, Андрей Владимирович
Андрей Владимирович Скомороха (род. 2 января 1968, Свердловск) — советский и российский хоккеист, защитник. Тренер.

## Биография
Воспитанник свердловской школы «Спартаковец», тренеры Герман Чумачек и Леонид Грязнов. Выступал за команды «Луч» Свердловск (1985/86 — 1989/90), «Автомобилист» / «Спартак» Свердловск — Екатеринбург (1988/89 — 4 матча в конце сезона, 1990/91, 1992/93 — 1996/97), «Металлург» Магнитогорск (1991/92 — 1992/93), «УралАЗ» Миасс (1997/98), «Кедр» Новоуральск (1998/99), «Носта — Южный Урал» / «Южный Урал» Новотроицк — Орск (1999/2000 — 2003/04).
В «Южном Урале» — старший тренер (2004/05, 2006/07 (до 16 января)), главный тренер (2006/07, с 16 января), тренер (5 ноября 2007 — 26 декабря 2015, 5 ноября 2016—2017/18, 2019/20). Тренер в «Автомобилисте-2» (начало сезона 2007/08). Главный тренер клуба «Южный Урал-Металлург» Орск (26 декабря 2015 — 5 ноября 2016). В сезоне 2018/19 — тренер (до 17 декабря) исполняющий обязанности главного тренера (до 18 февраля) команды МХЛ «Сарматы» Оренбург. Главный тренер команды ЮХЛ «Металлург» Магнитогорск (2020/21). С 2021 года — юношеский тренер в «Авто-Спартаковец».